# District de Hayami
Le district de Hayami (速見郡, Hayami-gun) est un district de la préfecture d'Ōita au Japon.
Au 1er décembre 2014, sa population était de 28 048 habitants pour une superficie de 73,24 km2.

## Commune du district
- Hiji